# Märta Silfverswärd-Kallenberg
Märta Augusta Kristina Silfverswärd-Kallenberg  tidigare Silfverswärd, född 31 augusti 1878 i Jakob och Johannes församling, Stockholm, död 21 december 1973 i Lund, var en svensk kompositör.

## Biografi
Märta Augusta Kristina Silfverswärd föddes 31 augusti 1878 i Jakob och Johannes församling, Stockholm. Hon var dotter till kanslisekreteraren Carl Ludvig Silfverswärd och Louise Augusta Siljeström. Hon gifte sig 18 december 1901 med professor Ernst A. Kallenberg och flyttade till Lund. De fick tillsammans barnen Sonja Ellen Augusta (född 1902), Karin (född 1907) och Bo Ernst Anton (född 1916). Silfverswärd avled 21 december 1973 i Lund.

## Verklista
Lista över kompositioner av Märta Kallenberg Silfverswärd.

### Violin och piano
- Romans. Utgiven 1900 av Abraham Lundquist, Stockholm.[7]

### Pianoverk
- Vid spinnrocken, fantasi. Utgiven 1900 av Abraham Lundquist, Stockholm.[7]

- Mormors visa. Utgiven 1918 av Carl Johnn's Musikhandel, Stockholm.[7]

- Carillon (Klockspel), fantasi. Utgiven 1919 av W. Hansen, Köpenhamn.

- Menuett, op. 12. Utgiven 1919 av W. Hansen, Köpenhamn.[7]

### Sång och piano
- Novembervisa "Nu somnar vågen i västansjö". Utgiven 1900 av Abraham Lundquist, Stockholm..[7]

- Tre sånger. Text ur Blomsterfesten i täppan av Elsa Beskow. Utgiven 1928 av E & S.[8]

1. Pyrola
2. Fru Kastanjeblom och hennes söner
3. Grodans sång

- Över ett sovande barn, op. 8. Text av Runberg.[7]

- Tanken, op. 11. Text av Runeberg.[7]

- Tre dikter. Utgiven 1942 av Elkan & Schildknecht och Emil Carelius, Stockholm.

1. Eranthis. Text av Alfred Fjelner.
2. Svunnen lycka. Text av Hilda Salén.
3. Strövtåg i hembygden. Text av Gustaf Fröding.